# ソエルとラーグ モコナ=モドキの冒険
『ソエルとラーグ モコナ=モドキの冒険』（そえるとらーぐ もこな=もどきのぼうけん）は、CLAMPによる日本の絵本。

## あらすじ
これから訪れる未来での出来事のために、2人の魔術師によって創られた「モコナ＝モドキ」のソエルとラーグ。
大好きな人たちに囲まれて、日々色んな事を学び、遊び、触れ合い、成長するソエルとラーグの物語。

## 概要
本作は、モコナ＝ソエル＝モドキ（白モコナ）とモコナ＝ラーグ＝モドキ（黒モコナ）が主人公。ソエルとラーグが誕生してから再び目覚めるまでの経緯が主な内容である。全207ページ。挿絵はほぼソエルとラーグのみだが、1枚だけケルベロスとユエがいる。人間は、かろうじて手足のみの登場。『ツバサ-RESERVoir CHRoNiCLE-』および『XXXHOLiC』と世界観を共有、物語が繋がっており、『カードキャプターさくら』にも繋がっている。

## 登場人物
モコナ＝ソエル＝モドキ
主人公で白色のモコナ。耳に魔法具を付けている。常にラーグと一緒に行動し、とても仲良し。純粋で心優しい性格。みんなの事を大切に想い、いつもみんなの幸せを願っている。これから訪れる未来の為に、ラーグと一緒に勉強している。使用出来る力に少し違いがある模様。ラーグと共に、侑子の家に住んでいる。
本作以外での活躍は、モコナ# モコナ＝ソエル＝モドキ（白モコナ）参照。
モコナ＝ラーグ＝モドキ
もう1人（モコナ）の主人公で黒色のモコナ。耳に封印具を付けている。ソエルを始め、みんなの事が大好きで大切に想っている。読書と楽しい事が好き。純粋で心優しく、性格はソエルとの違いがあまりない模様。お酒も好きで、よく侑子と飲んでいる。
本作以外での活躍は、モコナ# モコナ＝ラーグ＝モドキ（黒モコナ）参照。
壱原侑子（いちはら ゆうこ）
ソエルとラーグを創った魔術師の1人。願いを叶える店の女主人。男前な性格。かなりの酒豪で、常に飲んでいる。ネーミングセンスが悪い。クロウとは長い付き合いらしく、なぜか「仲は良くない」と言い張っている。ソエルとラーグに今後必要な色んな事と、楽しい事をたくさん教え、可愛がっている。ソエルを必要とする「旅をする者たち（小狼、サクラ、黒鋼、ファイ）」と、ソエルとラーグを「起こす者（四月一日）」を待っている。
本作以外での活躍は、XXXHOLiC#レギュラーキャラクター参照。
クロウ・リード
ソエルとラーグ、ケルベロスとユエを創った魔術師。ソエルとラーグの名付け親。眼鏡を掛け、常に笑顔で優しい性格の男性。料理上手で手先が器用。渾名は「陰険メガネ」（侑子限定）。ソエルとラーグを可愛がり、侑子と共に色んな事を教えている。未来でソエルとラーグが離れ離れになる事を淋しく思っている。ケルベロスとユエの事もとても大切に想っている。別の未来で、自分とケルベロス、ユエも離れ離れになる事を示唆している。
本作以外での活躍は、カードキャプターさくら#登場人物、ツバサ-RESERVoir CHRoNiCLE-の登場人物#日本、XXXHOLiC#登場人物参照。
ケルベロス
クロウに創られた『クロウカード』の封印の獣。翼が生えたライオンの様な姿。甘い物が好きで、お酒はあまり飲まない模様。暑いのが苦手。ソエルとラーグを可愛がり、よく一緒に遊んでいる。クロウの家に住んでおり、ソエルとラーグが遊びに来ない時など、実体化していない時はユエと共に『クロウカード』を収納する本の中で眠っている。侑子に犬呼ばわりされる。クロウからお使いなどを頼まれる事が多い。人語を喋る事が出来るが、本作では喋らない。
本作以外での活躍は、カードキャプターさくら#登場人物参照。
ユエ
クロウに創られた『クロウカード』の審判者。名前の漢字表記は「月」。長い銀髪が特徴の翼が生えた人間の姿。ケルベロスの対となる存在。何も食べる事が出来ず、暑さと寒さに弱い。文字が書ける事から、人間の知識を一通り教わっている模様。クロウ曰く猫の様な性格で、自由気ままに行動させてもらっている様子。ソエルとラーグを可愛がり、よく一緒に昼寝している。
本作以外での活躍は、カードキャプターさくら#登場人物参照。

## 書誌情報
- 『ソエルとラーグ モコナ=モドキの冒険』講談社2004年7月17日発行 - ISBN 4-06-364595-9